# Кшивошевский, Стефан
Стефа́н Кшивоше́вский (Крживоше́вский) (пол. Stefan Krzywoszewski; 11 июня 1866 — 1 апреля 1950) — польский писатель, журналист, драматург, классик так называемой мещанской комедии.

## Биография
Учился в Высшей коммерческой школе в Варшаве и Высшем торговом институте в Антверпене. По возвращении на родину основал и редактировал еженедельник «Мир» (Świat, 1906—1933). В 1915—1920 годах — редактор «Польского Курьера» (Kurier Polski). С 1919 года — председатель Союза Драматургов (Związek Autorów Dramatycznych). В 1931—1934 годах — директор Городских Театров (Teatry Miejski) и Народного Театра (Teatr Narodowy) в Варшаве.
Из прозаических произведений Крживошевского в своё время были наиболее популярны: сборник новелл «В жизненной борьбе» (W walce życiowej, 1898); повести «Сумерки» (Zmierzch, 1901) и «Пани Юлия» (Pani Julia, 1901); «Русалка» (Rusałka, 1905), сборник рассказов «Из охотничьих приключений и впечатлений» (Z przeżyć i wrażeń myśliwskich, 1927). В легко и красиво написанных рассказах Кшивошевского заметно подражание французским салонным беллетристам; они дают правдивые картины из городской жизни Варшавы. Такого же характера и пьесы Крживошевского: «Прекрасная садовница» (Piękna ogrodniczka, 1902), «Маленькая душа» (Małe dusze, 1903), «Радуга» (Tęcza, 1904), «Чёрт и шинкарка» (Diabeł i karczmarka, 1913).